# Colusa
Colusa es una ciudad situada en el estado de California, en Estados Unidos. Es la sede del condado de Colusa. En el año 2000 tenía 5402 habitantes en una superficie de 4,3 km², con una densidad poblacional de 1256,3 personas por km². Se encuentra sobre la orilla derecha del curso medio del río Sacramento, el principal río del norte del estado.

## Geografía

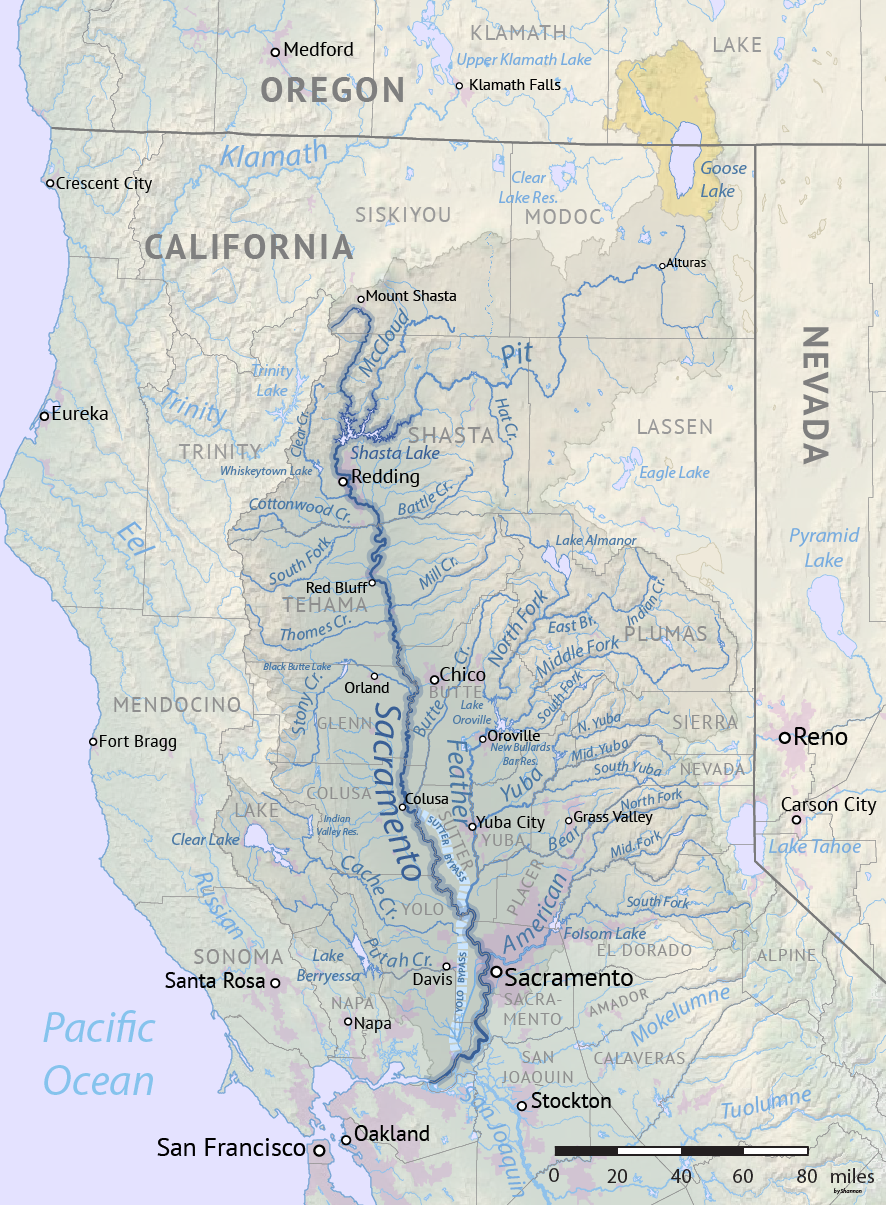
Mapa de la cuenca del río Sacramento donde aparece Colusa en el curso medio del río

Manning se encuentra ubicada en las coordenadas 39°12′52″N 122°0′34″O / 39.21444, -122.00944. Según la Oficina del Censo, la localidad tiene un área total de 4.3 km² (1.7 sq mi), de la cual toda es tierra.

## Demografía
Según la Oficina del Censo en 2000, los ingresos medios por hogar en la localidad eran de $35.250, y los ingresos medios por familia eran $41.833. Los hombres tenían unos ingresos medios de $32.006 frente a los $20.510 para las mujeres. La renta per cápita para la localidad era de $15.251. Alrededor del 14.2% de las familias y del 17.2% de la población estaban por debajo del umbral de pobreza.